# Bysjöholmarna
Bysjöholmarna är ett naturreservat i Avesta kommun i Dalarnas län.
Området är naturskyddat sedan 1976 och är 295 hektar stort. Reservatet omfattar flera öar belägna i Bysjön som är en del av Dalälven. De västra öarna, Lammön och Långholmen, är en del av rullstensåsen Möklintaåsen. De östra öarna, Arnön, Vidön, Lillön och Drällsholmen, består av morän och berghällar. På åsen växer tall i övrigt växer det lövskog här med stort inslag av ek och lind. 
Reservatet fortsätter med den sydligaste ön, Lillön, med ett separat reservat i Västmanlands län, Bysjöholmarna (naturreservat, Västmanlands län)